# Libero consorzio comunale di Caltanissetta
Il libero consorzio comunale di Caltanissetta è un libero consorzio comunale di 244 172 abitanti della Sicilia, con capoluogo Caltanissetta. Ha una superficie di 2124 km² ed è subentrato il 4 agosto 2015 alla soppressa provincia regionale di Caltanissetta.

## Geografia fisica
Il libero consorzio comunale di Caltanissetta confina a nord con la città metropolitana di Palermo, a est con il libero consorzio comunale di Enna, la città metropolitana di Catania e il libero consorzio comunale di Ragusa e ad ovest con il libero consorzio comunale di Agrigento.
È uno dei pochi casi, in Italia, di ente territoriale sovracomunale che ha un'exclave. Il territorio del comune di Resuttano, infatti, è spezzato in due: una parte è al confine tra il libero consorzio comunale di Caltanissetta e la città metropolitana di Palermo, un'altra parte (che non confina con la prima) è un'isola amministrativa nella città metropolitana di Palermo. Il libero consorzio comunale di Caltanissetta ha inoltre una piccola enclave: la località di Corfidato, frazione del comune di Enna (da cui dista in linea d'aria circa 15 km) che si trova fra i territori dei comuni di Caltanissetta e Santa Caterina Villarmosa.
Il territorio è prevalentemente collinare. Tuttavia si possono distinguere due zone geografiche ben distinte da caratteristiche morfologico-climatiche molto differenti:
1. la zona settentrionale che comprende oltre al capoluogo, i comuni di: Acquaviva Platani, Bompensiere, Campofranco, Marianopoli, Milena, Montedoro, Mussomeli, Resuttano, San Cataldo, Santa Caterina Villarmosa, Serradifalco, Sutera, Vallelunga Pratameno, Villalba estendendosi fino ai distretti comunali di Delia e Sommatino. La morfologia del territorio di questi ultimi due comuni è comunque molto diversa dal tipico paesaggio della zona settentrionale, nella quale sono stati inseriti più per una suddivisione areale che per aspetti geografici, in quanto introducono un aspetto paesaggistico che ha molte similitudini con la zona meridionale e con i vicinissimi comuni dell'area agrigentina. Si tratta a tutti gli effetti di una linea di demarcazione tra la zona settentrionale e la zona meridionale. Quest'ultima, subendo l'influsso del mare, ha delle condizioni climatiche più favorevoli e tipicamente mediterranee.
2. La zona meridionale invece comprende la costa e includente i comuni di: Butera, Gela, Mazzarino, Niscemi e Riesi.

La prima è un'area geografica morfologicamente difficile ad alto impatto visivo caratterizzata da ampi valloni (vadduna in siciliano) e profondi dirupi; i valloni sono aperture improvvise in zone montagnose, specie di altopiani o terrazzamenti più o meno ad alta quota, tipici della Sicilia centrale e in particolare di questa zona. L'aspra morfologia del territorio ha condizionato l'insediamento abitativo caratterizzato da centri piuttosto piccoli e scarsamente popolati ad eccezione del capoluogo, di San Cataldo e di Mussomeli.
L'ex provincia è anche definita "provincia dei valloni" o provincia "dei castelli", visto l'uso di costruire in queste zone castelli usati come dimore estive o come roccaforti, di cui sono esempi il "Castello di Pietrarossa" e quello di Mussomeli, il meglio conservato.
La zona meridionale del Libero Consorzio Comunale di Caltanissetta si presenta molto diversa da quella settentrionale in quanto caratterizzata da colline che digradano dolcemente verso la più fertile Piana di Gela, seconda della Sicilia per estensione, che include la costa meridionale e supera i limiti consorziali estendendosi anche nel vicino Libero consorzio comunale di Ragusa e alla Città metropolitana di Catania. La zona conta i comuni più popolosi del libero consorzio: Gela (la cui popolazione supera quella del capoluogo), Butera, Niscemi, Riesi e Mazzarino. Il territorio, tipicamente mediterraneo, appare in netto contrasto con la zona settentrionale completamente dissimile. Anche le condizioni climatiche mostrano sostanziali differenze per l'influsso del mare.

### Rilievi

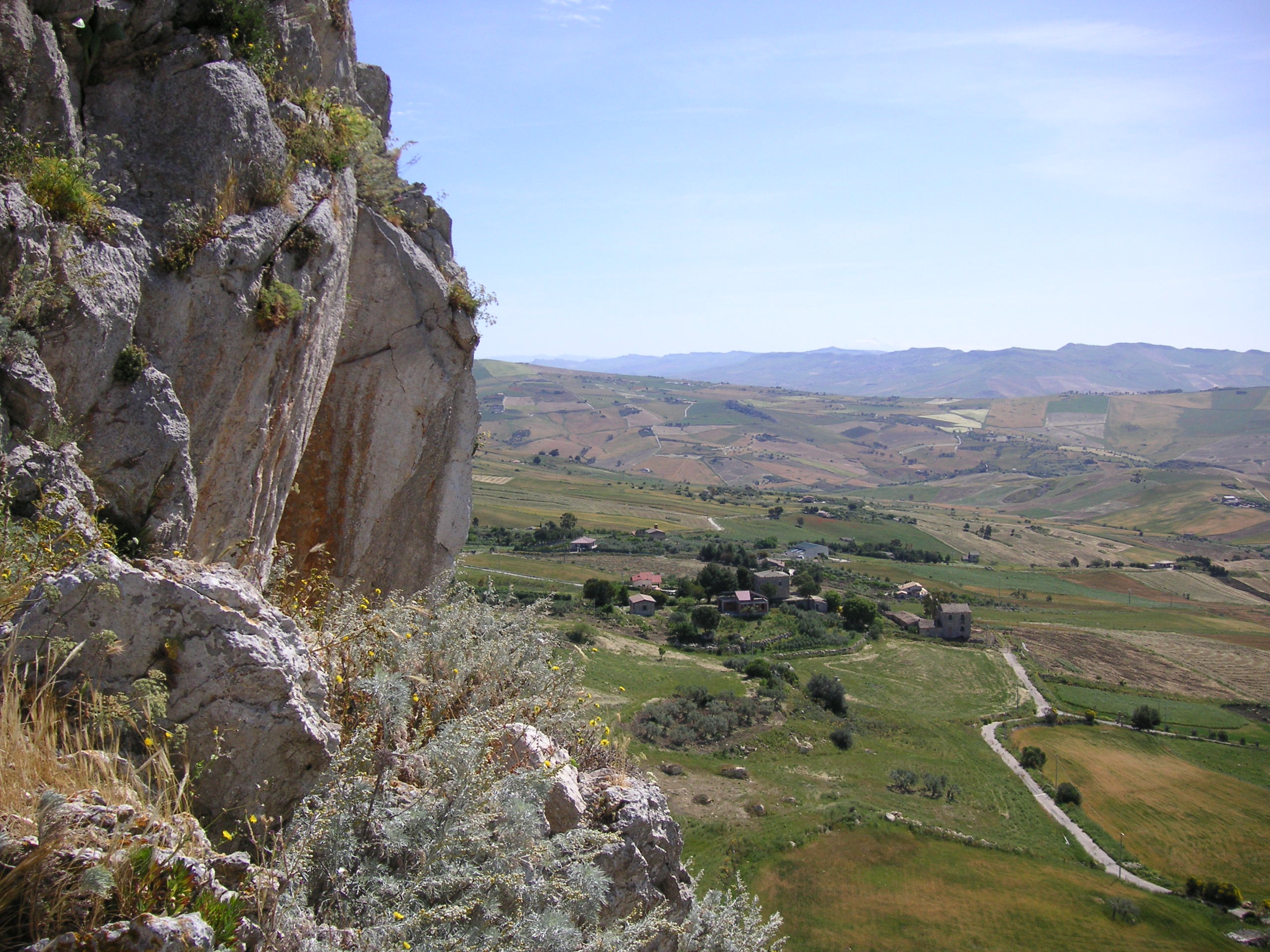
Tipico paesaggio del territorio di Caltanissetta

Tutto il territorio ha prevalenza collinare all'interno mantenendosi a livelli che raramente superano i 500 m s.l.m. Solamente a nord, al confine con la Città metropolitana di Palermo si rilevano alcune cime che sfiorano i 900 m; si tratta del Monte San Vito di 888 m che domina Mussomeli, di Monte San Paolino di 813, presso Sutera, della Montagnola di 877 m, di Monte Mimiani di 855, Monte delle Rocche di 832 m, Monte Fagaria di 813 e Monte Matarazzo di 825 m.
Fa eccezione l'area della piana di Gela che è delimitata da una cordigliera collinare lungo il litorale, sul Golfo di Gela.

### Fiumi
Il Salso è il fiume principale del territorio nisseno. È lungo 122 km e nasce nel territorio della città metropolitana di Palermo, nelle Madonie da cui si dipana con il suo ramo sinistro, lambisce Caltanissetta e, solcando la valle del Salso ampio vallone che costituisce un vasto terrazzamento naturale, sfocia nel Mediterraneo a Licata, in territorio agrigentino. La sua portata si è molto ridotta rispetto al remoto passato quando era in parte navigabile. Il fiume, detto anche Imera Meridionale, segna per un buon tratto il confine con il Libero Consorzio Comunale di Enna e con il Libero Consorzio Comunale di Agrigento.
La maggior parte degli altri corsi d'acqua è a carattere torrentizio:
- Il Dirillo nasce dai monti Iblei e viene deviato nell'omonima diga; in territorio gelese, segna il confine col libero consorzio comunale di Ragusa, e sfocia nelle vicinanze del Biviere di Gela.
- Il Gattano nasce dal monte Trigona vicino Butera con il nome di "torrente Serpente" e si getta nel Golfo di Gela nei pressi della periferia ovest di Gela.
- Il Gela nasce nei pressi di Piazza Armerina con il nome di torrente Disueri, entra in territorio gelese e viene deviato nella diga Disueri; scendendo a valle riceve le acque del fiume Maroglio e sfocia nelle vicinanze del Porto Isola di Gela.
- Il torrente Comunelli nasce a nord di Butera, viene deviato nella diga Comunelli e sfocia tra Manfria (Gela) e Tenutella (Butera).

### Laghi
I laghi sono tutti artificiali eccetto il Biviere di Gela, che è una palude costiera, e il lago Sfondato, di sprofondamento e origine non chiara (si formò nel 1907) e che pur non alimentato da immissari visibili è probabilmente sostenuto da acque di falda. Il lago, posto ad est del Monte Mimiani a 370 m s.l.m., ha un perimetro di 219 metri e una profondità di 13,5 m.
Il Lago Disueri e il Lago Comunelli sono formati da sbarramenti; costituiscono delle riserve d'acqua per le esigenze della zona, spesso sottoposta a lunghi periodi di siccità.

### Riserve naturali

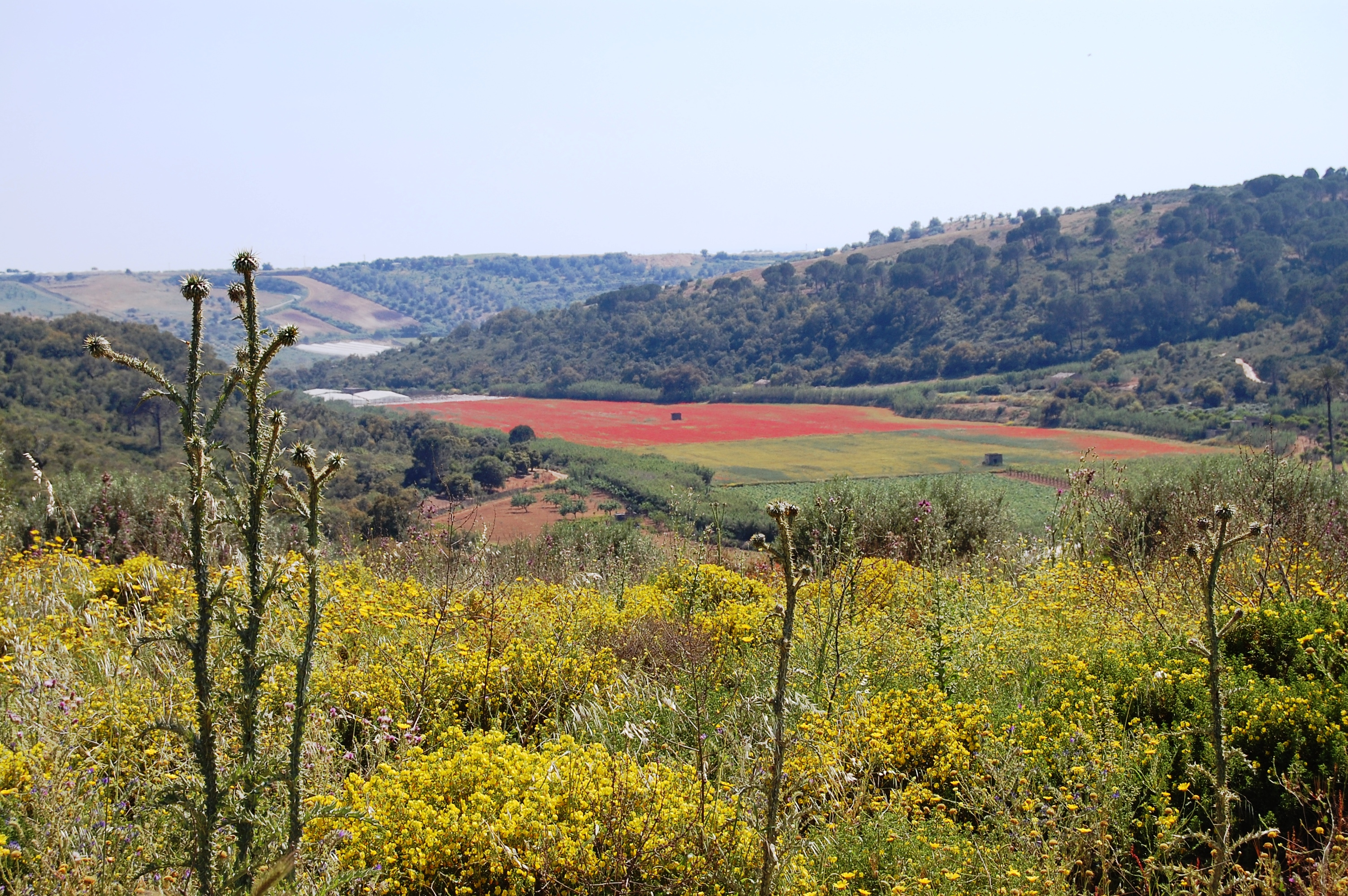
Panorama della riserva sughereta di Niscemi

- Riserva naturale orientata Biviere di Gela;
- Riserva naturale orientata geologica di Contrada Scaleri: La riserva si trova a 2 km ad est di Santa Caterina Villarmosa e ad una ventina di chilometri a nord di Caltanissetta. È estesa 11,876 ha di cui 3,313 di riserva e il resto di preriserva, con divieto assoluto di edificazione. L'interesse scientifico di quest'area è legato all'esistenza di microforme carsiche, dette Karren, nelle rocce evaporitiche e nella loro variabilità litologica;
- Riserva naturale integrale Lago Sfondato, in territorio di Caltanissetta nei pressi di Marianopoli; istituita nel 1997 e gestita dalla Legambiente;
- Riserva naturale orientata Monte Capodarso e Valle dell'Imera Meridionale;
- Riserva naturale orientata Sughereta di Niscemi;
- Riserva naturale orientata Lago Soprano, in territorio di Serradifalco;
- Riserva naturale orientata Monte Conca, nel territorio di Campofranco.

### Clima
La zona nord del Nisseno si distingue per temperature medie piuttosto basse durante l'anno rispetto a quelle del resto dell'isola.

Caltanissetta si aggiudica il titolo di capoluogo siciliano più ventilato e più freddo subito dopo Enna. Nebbia e, più raramente, ghiaccio e neve caratterizzano gli inverni brevi ma intensi. Il capoluogo presenta minime piuttosto basse durante l'anno (0-3 °C in inverno e 15-20 °C in estate) ma picchi di massime durante l'estate (40-45 °C) che però è mai umida e afosa ma ventilata e secca. Dal clima tendenzialmente continentale del nord del territorio nisseno si passa al clima caldo-afoso della parte meridionale dove le temperature restano sempre abbastanza alte durante l'anno raggiungendo medie di 25 °C in estate e di 10 °C in inverno. Anche per quanto riguarda le precipitazioni si ha una sostanziale differenza tra nord e sud del libero consorzio. Dai 700 mm annui della parte settentrionale (500 mm nel capoluogo) si passa ai 400 mm annui della parte meridionale che più soventemente patisce gravi periodi di siccità.

Frequente è la presenza di nebbie e foschie.

## Storia
La storia del territorio di Caltanissetta è comune a quella delle aree contigue; l'insediamento umano più testimoniato sembra quello sicano con una persistenza nel tempo maggiore nelle aree interne che nelle zone costiere dove appare già nel VII secolo a.C. ben chiaro l'elemento greco. I Siculi sembrano aver colonizzato principalmente le zone costiere spingendosi verso l'interno sotto la pressione dei greci.
La Costituzione siciliana del 1812 abolì definitivamente l'antica ripartizione del Regno di Sicilia in tre valli: Vallo di Mazara, Val Demone e Val di Noto, le tre macro aree, il cui confine era definito in senso nord-sud dalla linea dei due fiumi, Imera Settentrionale e Imera Meridionale.
Solo pochi anni dopo, nel dicembre del 1816, il Regno di Sicilia venne soppresso e incorporato nel nuovo Regno delle due Sicilie, che durò fino al 1861.
La provincia di Caltanissetta nacque quando il nuovo Stato, nel 1818, suddivise la Sicilia in sette province creando anche quelle di Palermo, Catania, Messina, Siracusa, Trapani e Agrigento. La provincia di Caltanissetta allora comprendeva il 40% di quella che dal 1926 fu provincia di Enna, compreso il capoluogo (allora Castrogiovanni) e il 10% del territorio poi assegnato alla provincia di Ragusa.
Negli anni tra il 1816 al 1861, la storia della provincia fu strettamente legata a quella dello sfruttamento dei giacimenti di zolfo la cui proprietà era mano ad alcune famiglie nobili ma la cui concessione per lo sfruttamento era in mano a società straniere (soprattutto inglesi) e che fu funestata da immani tragedie per incendi e crolli in cui perirono molti sconosciuti e sfruttati minatori locali, a volte poco più che bambini. In funzione delle miniere la provincia fu interessata dalle costruzioni ferroviarie della società ferroviaria settentrionale Vittorio Emanuele prima ancora che in altre zone con le direttrici, Catania-Caltanissetta-Canicattì e Canicattì-Licata completate tra il 1876 e il 1878, verso i due porti estremi di Catania e di Licata.

### Istituzione del Libero consorzio comunale
Con la legge Regionale nº 15 del 2015 è stata soppressa la provincia regionale e sostituita dal libero consorzio comunale di Caltanissetta. Inoltre, nel quadro della riorganizzazione amministrativa dell'Isola, ai sensi del 1° comma dell'art. 44 della predetta legge, il legislatore ha consentito ai comuni di Gela e Niscemi di deliberare a maggioranza assoluta, per mezzo dei rispettivi consigli comunali, il passaggio alla Città metropolitana di Catania: entrambe le votazioni, svoltesi il 14 settembre a Gela ed il 28 ottobre a Niscemi si sono espresse per l'adesione alla Città metropolitana catanese. Le deliberazioni attendono ora di essere confermate dall'Assemblea regionale siciliana, ai sensi del 2° comma dell'art. 44.
La provincia di Caltanissetta è da sempre conosciuta come la provincia dello zolfo, le persone più anziane, bonariamente, appellano i nisseni, con il nomignolo i sulfarara (gli zolfatari). Nella miniera Trabia conosciuta anche come la Sulfara ranni i primi lavori estrattivi risalgono ai primi anni del Settecento; il minerale era così abbondante da essere visibile senza bisogno di scavare per cui bastavano una pala ed un piccone per raccoglierne grandi quantità. Secondo un censimento fatto nel 1834 le zolfare attive in Sicilia  erano quasi 200; di queste ben 88 ricadevano nel comprensorio nisseno. Le più importanti erano la già citata miniera Trabia accomunata nella proprietà all'altra grande miniera Tallarita. Il grande bacino minerario, sito tra Riesi e Sommatino è attraversato dal fiume Imera Meridionale alla cui sinistra si trova la Tallarita e alla destra la Trabia.  Nel 1904 oltre all'introduzione di metodi meccanici venne costruita anche una teleferica lunga 10 km che collegava la stazione ferroviaria di Campobello di Licata, della linea Canicattì-Licata con il bacino minerario Trabia-Tallarita.
Altre miniere importanti, quella di Gessolungo nella quale vi fu una strage di operai nel 1882 a causa di un terribile incendio, e la Trabonella, attiva sin dal 1825, che si trovava sulla riva destra del fiume Imera, a 3 km dalla stazione ferroviaria omonima della Ferrovia Palermo-Catania.
Il minerale veniva incendiato nei Calcaroni, speciali cumuli con canalette di colata da cui colava lo zolfo fuso poi solidificato in panetti e pronto per la spedizione. Una variante più perfezionata era il cosiddetto forno Gill. Erano metodi altamente inquinanti per l'anidride solforosa immessa nell'atmosfera in quantità enormi che bruciava i polmoni di uomini e animali e la vegetazione circostante.
Solo nel 1952, fu introdotto il metodo di flottazione che sostituì quello obsoleto di fusione. Nel 1957 un'esplosione di grisou fece franare il pozzo Scordia della Trabia-Tallarita mietendo molte vittime.
Nel 1962 l'Ente Minerario siciliano assorbì le miniere rimaste in funzione, chiuse tuttavia definitivamente nel 1975. Nel 2009 presso il sito minerario di Trabia è stato inaugurato il Museo delle Solfare di Trabia Tallarita.
Le tremende condizioni di vita nelle miniere di zolfo sono ricordate in Ciàula scopre la luna, di Luigi Pirandello dove si evidenzia il dramma dello sfruttamento del lavoro, dei carusi, ragazzini usati per scendere anche a centinaia di metri nei caldi cunicoli sotto terra, completamente nudi, e portare all'esterno sulle spalle le sacche piene di zolfo. Venivano ceduti dalle misere famiglie in cambio dell'anticipo di una somma esigua divenendo uno strumento dei picconieri. Il caruso riceveva solo il vitto, spesso solo pane, in miniera per tutta la vita, subendo violenze di ogni tipo, con gli occhi bruciati dalla polvere di zolfo, e la colonna vertebrale deviata per sempre. La visita di leva, arrivava puntuale, ma tutti i ragazzi delle miniere di zolfo venivano riformati per rachitismo, deformità o cecità.
In ottemperanza alla legge regionale del 24 marzo 2014, n. 8, recante il titolo “Istituzione dei liberi Consorzi comunali e delle Città metropolitane” e disciplinata poi con la successiva legge regionale n. 15 del 4 agosto 2015, "Disposizioni in materia di liberi Consorzi comunali e Città metropolitane", la provincia regionale di Caltanissetta è stata soppressa e sostituita dal libero consorzio comunale di Caltanissetta.

## Economia
Il libero consorzio comunale di Caltanissetta anche in campo economico si divide nettamente in due aree con caratteristiche ben diverse: quella settentrionale facente capo al capoluogo e quella meridionale orbitante intorno alla città di Gela. Il PIL pro capite del territorio del Libero Consorzio nell'anno 2022 è stato pari ad € 18.803,00 : tale valore rappresentava in quell'anno il sesto in ambito regionale.
L'economia del territorio un tempo era basata essenzialmente su tre settori fondamentali: agricoltura, pastorizia e estrazione dello zolfo. Dopo la crisi del settore zolfifero che vedeva nei porti di Terranova di Sicilia (l'odierna Gela), Licata e Porto Empedocle i suoi maggiori sbocchi commerciali, l'economia provinciale è andata incontro ad un progressivo declino. 
La città di Caltanissetta basa la propria economia essenzialmente sul terziario (in quanto capoluogo del libero consorzio comunale e quindi sede di uffici e attività commerciali di riferimento per il territorio circostante), su una modesta attività industriale e sulle attività del settore primario (allevamento e agricoltura). Il resto dei centri della zona settentrionale, tutti di piccole dimensioni (sotto i 25 000 abitanti), basano principalmente la propria economia sull'allevamento di bestiame e, marginalmente, sull'agricoltura.
Nel sud del libero consorzio l'economia risulta maggiormente diversificata e, seppur rientrante nei livelli di sviluppo modesto dell'economia di gran parte del Mezzogiorno, è generalmente più fiorente rispetto alla zona settentrionale del Libero consorzio. L'area di Gela, in particolare, è sede di un polo petrolchimico, realizzato in epoca coeva a quelli degli altri poli creati nel Messinese e nel Siracusano, oggi riconvertito in bioraffineria: all'epoca della sua costruzione era considerato uno degli impianti più grandi d'Europa, ospitando più di 2000 addetti, oltre a quelli dell'indotto e di numerose piccole e medie aziende insediate nelle due aree del Consorzio di sviluppo industriale ASI. Presso Gela, inoltre, è ubicato amche il terminale di ricevimento del gasdotto Greenstream, completato nel 2004, che mette in comunicazione Libia ed Italia per la fornitura di gas naturale; attraverso un gasdotto che attraversa il territorio del Nisseno, esso viene messo in comunicazione con il gasdotto Transmed. 
La zona costiera compresa tra la città di Gela e i comuni del vicino libero consorzio comunale di Ragusa è inoltre una delle zone a più intensa coltivazione di prodotti agricoli in serra (soprattutto ortaggi) d'Europa. Tra le produzioni agricole si segnala Niscemi che è un'importantissima zona agricola per la produzione del carciofo, coltivato in grandi quantità.
L'economia del Nisseno, tuttavia, si colloca agli ultimi posti in termine di Pil e Reddito pro-capite in Italia; nella classifica delle province italiane per valore assoluto del valore aggiunto ai prezzi base e correnti del 2023 si collocava al 96° posto su 107 a livello nazionale, penultima nella regione dietro al territorio Ennese; nella classifica del valore aggiunto pro-capite occupava, invece, il 100° posto su 107, precedendo, in ambito regionale, i territori di Trapani, Enna ed Agrigento .

### Agricoltura e allevamento
L'agricoltura occupa un posto importante nell'economia del territorio, in particolare per la produzione di grano, uva, olive, agrumi, mandorle. Rilevante è la viticoltura, che vanta distretti enologici tra i più vivaci e produttivi d'Italia (Vallelunga, Riesi, Butera, Serradifalco, Caltanissetta, San Cataldo, Milena, Sommatino, Delia). Notevole è la coltivazione del frumento a Gela e nel capoluogo. Rinomata la produzione dell'olio con frantoi d'eccellenza a San Cataldo e dei carciofi nell'area di Niscemi; la lenticchia di Villalba, invece, è inserita della lista dei Prodotti Agroalimentari Tradizionali riconosciuti dalla Regione; tra i prodotti locali con analogo riconoscimento da parte della Regione si possono ricordare i Cuḍḍireḍḍa tipici di Delia, la Mbriulata di Milena ed il Torrone di Caltanissetta.

L'allevamento con annesse attività casearie è sviluppato anche a Caltanissetta, San Cataldo, Marianopoli, Resuttano, Villalba e Santa Caterina Villarmosa.

### Industria
Rimonta sino alla seconda metà del XVIII secolo l'estrazione in Sicilia dello zolfo quale risorsa per l'industria. A suo tempo redditizia, l'estrazione e lavorazione dello zolfo siciliano, che face dell'Isola nel corso del XIX secolo il principale luogo da cui si esportava tale minerale a livello mondiale, era concentrata principalmente negli altipiani della Sicilia centrale tra Enna, Agrigento e Caltanissetta. E proprio in quest'ultima città e nel territorio più vicino si concentrava l'epicentro di tale attività di estrazione, che la rese conosciuta come capitale mondiale dello zolfo e la rese una dei principali centri italiani per lo studio della mineralogia negli anni immediatamente successivi all'Unità d'Italia. Le attività di estrazione, tuttavia, venivano condotte con tecnologie poco sviluppate ed in condizioni di sfruttamento degli zolfatai che vi lavoravano. Vari fattori condussero al rapido declinare delle esportazioni di zolfo della Sicilia nel corso della prima metà del XX secolo, sino a condurre ad un rapido tracollo dell'industria zolfifera siciliana negli anni Sessanta e Settanta. 
Dopo la chiusura delle ultime miniere, il territorio nord del Nisseno ha stentato a trovare una nuova dimensione industriale. Nella parte meridionale, invece, a partire dalla fine degli anni cinquanta è avvenuta la creazione dell'impianto di raffinazione e lavorazione del petrolio e dei suoi derivati nella Piana di Gela. La scelta non è stata delle più felici dal punto di vista ecologico ed ambientale dato che il Polo petrolchimico gelese è nato in un'area ecologicamente importante, a ridosso del Biviere di Gela, ed ha precluso lo possibilità di ricerche archeologiche in un'area di grande rilevanza storica nel periodo greco. L'impianto industriale all'inizio ha prodotto un incremento rapido dell'occupazione e del reddito pro-capite, dato che l'area era una delle più povere della Sicilia, con coltivazioni agricole a bassa redditività (seminativo e cotone, quest'ultima riscoperta recentemente), ma alla lunga la diminuzione costante della manodopera assieme all'aumento vertiginoso del costo della vita, si sono rivelati un'arma a doppio taglio con il progressivo abbandono delle attività agricole, l'aumento del tasso di disoccupazione nel settore industriale, nel frattempo entrato in crisi, e per contro lo sviluppo di attività criminali e mafiose. 

L'industria oltre che essersi sviluppata a Gela è presente nel capoluogo con piccole e medie aziende, fino al 2014 presentava la fabbricazione di liquori esportati in tutto il mondo nonché produzione e lavorazione del sughero (Niscemi), polo tessile (Riesi) e fabbriche alimentari un po' disperse su tutto il nisseno. Negli ultimi decenni degli anni novanta del XX secolo si è sviluppata un'area industriale e produttiva tra San Cataldo, Caltanissetta e Serradifalco.

La Prolat è una delle aziende agroalimentari maggiore del capoluogo che commercializza i propri prodotti in Italia. Nello stabilimento di Caltanissetta la società Fratelli Averna produceva il rinomato Amaro Averna esportato in molti paesi. Dopo essersi espansa acquisendo marchi rinomati in tutt'Italia con propri stabilimenti,nel 2014 l'azienda è stata ceduta al gruppo Campari di Milano. Il capoluogo è anche attivo nei settori elettronico, informatico e alimentare; notevole la produzione del miele per cui si è costituito il Consorzio Agricoltori Italiani di Caltanissetta. La produzione di miele di qualità è attiva anche a Serradifalco dove è insediata l'attività di raffinazione e confezionamento di sale alimentare proveniente in gran parte dal Trapanese.

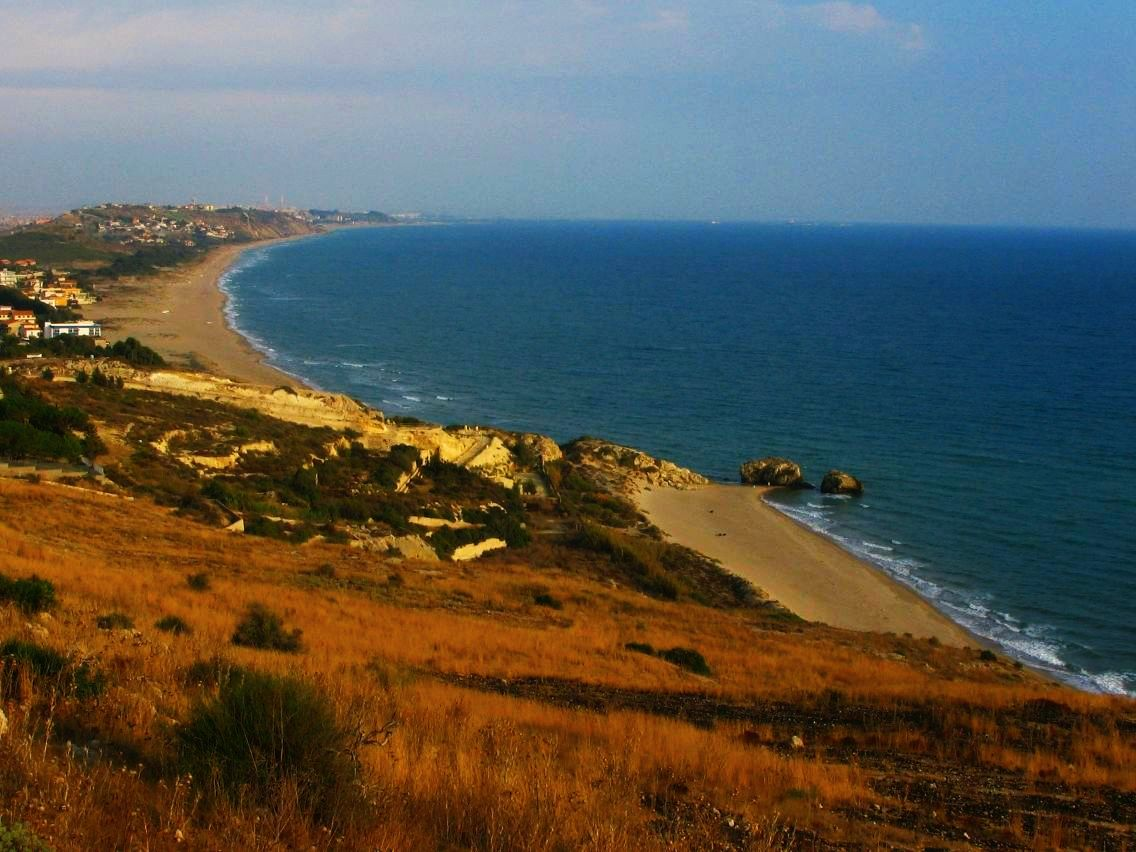
la costa sud in località Manfria. Sullo sfondo le raffinerie di Gela

### Settore terziario
Secondo i dati del 2017  il 55,6 % delle imprese attive nel territorio del Libero Consorzio opera nel settore terziario, in particolare nel settore del commercio al dettaglio e all'ingrosso e della ristorazione; emergente è anche il settore dei servizi alla persona.
Per quanto riguarda il turismo, va detto che il territorio nisseno non presenta un movimento turistico rilevante: le statistiche regionali lo stimano, a livello isolano, appena all'1,76% in termini di presenze, ed all'1,43 % per arrivi, risultato che, nonostante un trend in crescita, colloca questo territorio ben in fondo alla classifica dei territori siciliani per flussi turistici, davanti al solo territorio ennese. La Regione censisce nel libero consorzio 18 strutture di tipo alberghiero ed altre 83 strutture turistiche tra B&B, appartamenti per vacanze, agriturismi, ecc.

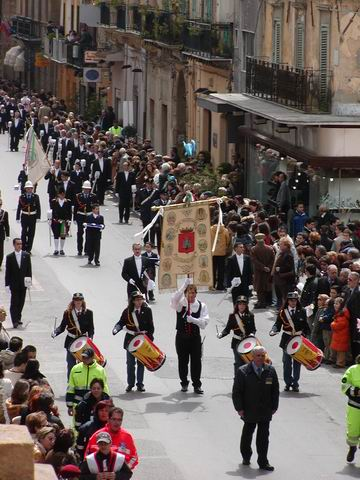
Corteo della Real Maestranza a Caltanissetta

La zona a maggiore vocazione turistica è indubbiamente quella meridionale costiera, ove spicca la città di Gela, che può sfruttare le ricchezze archeologiche ed il suo vasto golfo con le attività legate al turismo balneare; in crescita sono anche le presenze nel capoluogo nisseno ed in altri centri, come Butera, Niscemi, Mazzarino, Mussomeli e Sutera (inserita nel circuito de I Borghi più belli d'Italia), luoghi ove sono presenti beni monumentali, musei e zone archeologiche, numerosi castelli ed alcuni esempi dell'arte barocca (con riguardo, particolarmente, a Mazzarino, che fa parte del Distretto Turistico Sud-Est e che potrebbe ottenere un riconoscimento UNESCO). Negli ultimi anni ha anche preso avvio un turismo di nicchia legato al passato minerario del comprensorio nisseno (inserito nel Distretto Turistico delle Miniere), che beneficia della trasformazione di antiche miniere in museo (come quella Trabia-Tallarita di Riesi e Sommatino). Sono meta di un turismo naturalistico anche le riserve e le aree protette, e particolarmente quelle del Lago Biviere di Gela, della Sughereta di Niscemi, del Lago Sfondato e di Monte Capodarso a Caltanissetta, di Monte Conca a Milena, ecc.
Vanno segnalati, infine, dei flussi turistici stagionali nel periodo delle feste e sagre, particolarmente in quelle a sfondo religioso, come durante la celeberrima Settimana Santa di Caltanissetta, o per altre feste nel medesimo periodo e tipologia che si svolgono in tutto il territorio dell'ex-provincia: a Mussomeli, a Sommatino, a San Cataldo ecc.

## Infrastrutture e trasporti
L'orografia difficile del territorio, che obbliga qualunque itinerario a frequenti saliscendi per superare i dislivelli altimetrici con curve e tornanti, ha di fatto condizionato anche il sistema viario e ferroviario che risulta obsoleto e in condizioni precarie.

### Rete stradale
Il territorio del Libero Consorzio è attraversato a nord dall'Autostrada A19 Palermo-Catania che, con i 3 svincoli di Caltanissetta, Ponte Cinque Archi e Resuttano, serve discretamente i centri diCaltanissetta, San Cataldo, Santa Caterina Villarmosa, Marianopoli, Resuttano, Villalba e Vallelunga Pratameno.
La parte meridionale del Nisseno, invece, attualmente ha solo un progetto di attraversamento autostradale: si tratta dell'Autostrada A18 Siracusa-Gela, la cui costruzione è prevista sin dagli anni Settanta. Attualmente, tuttavia, l'autostrada è stata completata tra Siracusa e Modica ed è in fase progettazione per la tratta successiva.

Tra le altre strade, la trafficata ma pericolosa Strada statale 640 di Porto Empedocle (poi ribattezzata in Strada degli Scrittori, in omaggio ai numerosi scrittori originari dei territori attraversati da questa via di comunicazione) collega lo svincolo di Caltanissetta dell'A19 con Porto Empedocle, servendo i centri di Santa Caterina Villarmosa, Caltanissetta, San Cataldo, Delia, Serradifalco, Canicattì, Racalmuto, Castrofilippo, Grotte, Favara, Aragona ed Agrigento. Costruita negli anni Settanta, è stata individuata come arteria stradale da riqualificare, essendo una delle strade siciliane più importanti e con i più alti tassi incidenti stradali (tra le prime 20 in Italia più pericolose) ha un grosso traffico poichécollegava il capoluogo nisseno al territorio di Agrigento.
Nel maggio e nel giugno del 2009 è stato approvato il progetto del raddoppio dell'intero tracciato della strada statale, che nel 2021 è privo solo della galleria sotto l'abitato di Caltanissetta. L'apertura dell'intero tracciato con caratteristiche di strada extraurbana principale sino ad Agrigento è avvenuta nel 2025; l'ammodernamento non ha interessato la porzione iniziale, ricadente in territorio Agrigentino, tra Porto Empedocle ed Agrigento.
Sin dall'epoca della sua inaugurazione, la SS 640 ha sostituito la Strada statale 122 Agrigentina (Caltanissetta-San Cataldo-Serradifalco-Canicattì), la quale riveste una certa importanza in ambito locale, unitamente ad altre infrastrutture tra cui l'itinerario Caltanissetta-SS117 Bis-Enna, la Strada Statale 122 Bis Caltanissetta-Santa Caterina Villarmosa, la Strada statale 190 delle Solfare che collega Canicattì al bivio per Gela della Strada statale 117bis Centrale Sicula e attraversa Delia, Sommatino e Riesi, la Strada Statale 121 Catanese che collega Palermo con Catania attraversando i comuni nisseni di Vallelunga Pratameno, Marianopoli e Santa Caterina Villarmosa, il tratto costiero di attraversamento della Strada statale 115 Sud Occidentale Sicula, la strada statale più lunga della Sicilia e una delle più importanti e anche questa una delle più pericolose che collega Gela con Vittoria, Ragusa e Siracusa da un lato e con Licata, Agrigento e Trapani dall'altro lato. Ricade nel consorzio comunale di Caltanissetta la parte finale della Strada Statale 191 di Pietraperzia che collega il comune ennese di Pietraperzia con la SS190 al Bivio Vanasco attraversando Barrafranca e Mazzarino. Lungo il confine nord-occidentale con l'Agrigentino corre la Strada Statale 189 della Valle del Platani che collega Agrigento con Palermo e le suddette città con i comuni del Vallone nisseno: Mussomeli, Acquaviva Platani, Sutera, Camprofanco, Milena e Bompensiere.

Infine inizia dalla SS190 nei pressi di Sommatino la Strada Statale 557 di Ravanusa che collega il comune nisseno con il vicino comune agrigentino.

La vicina valle del Salso è attraversata dalla Strada statale 626 dir Licata-Braemi della quale il tratto finale compreso tra la SS190 e la SS626 (Caltanissetta-Gela) da decenni attende di essere aperto al transito. Gela è inoltre collegata tramite la già citata SS117 Bis con Piazza Armerina e Enna. La medesima strada fa parte del tratto terminale del trafficato collegamento Catania-Gela (in un progetto questo collegamento dovrebbe diventare una moderna superstrada), la quale collega Gela a Caltagirone attraverso la Strada Statale 417 di Caltagirone, che ha origine dal bivio della SS117 bis in territorio di Niscemi.

Le strade provinciali sono vecchie e malridotte; anche la SS122 tra il capoluogo nisseno con Mussomeli, soffre specie d'inverno lunghi periodi di inagibilità.

Di recente costruzione è la Strada statale 626 della Valle del Salso (Caltanissetta-Gela) che con viadotti lunghi e alti collega il capoluogo con i maggiori centri del settore meridionale del territorio; un incidente nel 2009 che ha visto il crollo di una travata di un viadotto, ne ha ridotta l'agibilità per qualche tempo.

### Rete ferroviaria
Il Nisseno è attraversato da un discreto numero di linee ferroviarie, tutte a semplice binario, costruite tra la seconda metà e la fine del XIX secolo in virtù della presenza di miniere di zolfo in grande quantità che spinsero gli investitori a costruire linee ferrate verso i porti di Licata e Catania dato che per un certo periodo la Sicilia fu leader mondiale nella produzione del prezioso minerale, pur se a costi umani esorbitanti.

Le ferrovie che interessano il territorio nisseno sono:
- Ferrovia Palermo-Catania: a semplice binario elettrificato, attraversa la parte settentrionale ed interna del territorio nisseno, nella zona del Vallone; da essa si dirama, nella stazione di Caltanissetta Xirbi, la tratta di collegamento con la stazione di Caltanissetta Centrale che prosegue verso sud. La linea è interessata da importanti lavori di potenziamento per il raddoppio dei binari.
- Ferrovia Caltanissetta Xirbi-Agrigento: a semplice binario elettrificato, percorre le aree collinari interne, raggiungendo Canicattì e Agrigento;
- Ferrovia Siracusa-Gela-Canicattì: a semplice binario non elettrificato, originandosi come troncone autonomo da Canicattì, percorre il litorale della Piana di Gela attraversando tutta la parte meridionale del territorio nisseno e proseguendo verso l'area Iblea. Sulla linea sono in corso lavori di miglioramento del tracciato per ridurre i tempi di percorrenza complessivi.
- Ferrovia Catania-Caltagirone-Gela: a binario singolo non elettrificato, ha inizio dalla stazione di Gela (che dispone di un'area cargo per la movimentazione delle merci), e termina nei pressi della Piana di Catania. Fino a poco tempo fa importante collegamento tra i centri industriali ed agricoli del gelese e del calatino con Catania, è interrotta dal 2011 nei pressi di Caltagirone a causa del crollo di un ponte ferroviario.
- Ferrovia Palermo-Agrigento-Porto Empedocle: a semplice binario ed a trazione elettrica, lambisce il confine nord-occidentale del Libero Consorzio, seguendo il corso del fiume Platani e collega i comuni della vallata di Acquaviva Platani e Campofranco con il capoluogo regionale e Agrigento. La linea è stata oggetto di lavori di ammodernamento e velocizzazione mediante rettifiche di tracciato.

Non è mai entrata in funzione la ferrovia Canicattì-Caltagirone, costruita inizialmente a scartamento ridotto e per buona parte già ultimata, di cui era già prevista la trasformazione a scartamento ordinario; questa avrebbe realizzato il più breve collegamento tra Agrigento e Catania passando per Canicattì, per i grossi centri nisseni di Delia, Sommatino, Riesi, Mazzarino e Caltagirone: il progetto fu poi abbandonato per caduta di interesse dovuto agli alti costi necessari per il completamento e l'adeguamento allo scartamento ordinario.
Il traffico dei passeggeri sulle linee citate - eccezion fatta per la linea Palermo Catania - è molto scarso, mentre quello delle merci è pressoché inesistente. Nonostante siano stati operati nel tempo aggiornamenti tecnologici e alcuni ammodernamenti ai tracciati ed alle stazioni, specie in tempi recenti, questi restano complessivamente ancora poco competitivi col trasporto su strada, lasciando non servite la maggior parte delle località collinari interne. Della ventina di stazioni attive in passato ne restano aperte ormai la metà e quelle che mantengono una certa frequentazione pendolare sono soltanto quelle dei centri maggiori (Caltanissetta, Gela).

### I porti
Il libero consorzio nisseno si affaccia sul mare soltanto a sud con predominanza di coste sabbiose pertanto non molto favorevoli ad insediamenti portuali. In conseguenza della nascita del Polo petrolchimico di Gela è stato costruito un apposito porto commerciale, il Porto Isola di Gela. A poca distanza, nella stessa area di Gela è presente un porto da pesca e diporto: il Porto Rifugio di Gela. A Gela si trova anche una Capitaneria di Porto.

## Cultura
Un rinnovato movimento culturale è oggi in atto nel capoluogo con la ristrutturazione e riapertura della Biblioteca Comunale Scarabelli e con la costituzione della Società Nissena di Storia Patria. I teatri e i cinema della città contribuiscono allo sviluppo del movimento culturale (Teatro Comunale Regina Margherita, Teatro Beauffremont).

Il Nisseno annovera letterati come Leonardo Sciascia, nativo di Racalmuto nell'agrigentino e che visse e operò a Caltanissetta per tanti anni dall'età di 8 anni, ma anche figure del passato come Ruggero Settimo e Rosso di San Secondo.

È presente un parco letterario Regalpetra dedicato a Sciascia.

### Musei
- a Caltanissetta
  - Museo archeologico regionale di Caltanissetta
  - Museo Diocesano di Caltanissetta "Mons. Giovanni Speciale"
  - Museo mineralogico e paleontologico della zolfara Sebastiano Mottura
  - Antiquarium di Sabucina
  - Museo dei gruppi sacri o delle "Vare" (in fase di completamento)
  - Galleria Moncada con l'annesso Museo Tripisciano
- a Campofranco:
  - Miniera - Museo Cozzo Disi
- a Gela:
  - Museo archeologico regionale
  - Antiquarium iconografico e mura timoleontee di capo Soprano
- a Marianopoli:
  - Museo archeologico: nelle sue sale conserva reperti degli insediamenti preistorici di monte Castellazzo, di monte Balate e di valle Oscura. Le epoche testimoniate variano dal Neolitico al periodo greco-siculo
- a Niscemi
  - Museo didattico comprensoriale di storia naturale
  - Museo della civiltà contadina "A. Marsiano"
- a Riesi e Sommatino
  - Museo delle solfare di Trabia Tallarita
- a San Cataldo
  - Museo etnoantropologico, museo con delle cose antiche delle popolazioni, contadini, costumi folcloristiche e dei materiali agricoli (la sede è sopra l'ex scuola media "Paolo Balsamo")
- a Sutera
  - Museo Etnoantropologico ubicato al piano terra dell'ex convento dei frati carmelitani che, dal 2003, per la svariata tipologia di oggetti, strumenti e documenti che custodisce, è stato inventariato e tutelato da parte dell'Assessorato Regionale ai Beni Culturali. Parte di ciò che viene esposto è utilizzato e messo in funzione durante il Presepe Vivente di Sutera che si svolge ogni anno nel quartiere arabo del Rabato.

### Zone archeologiche

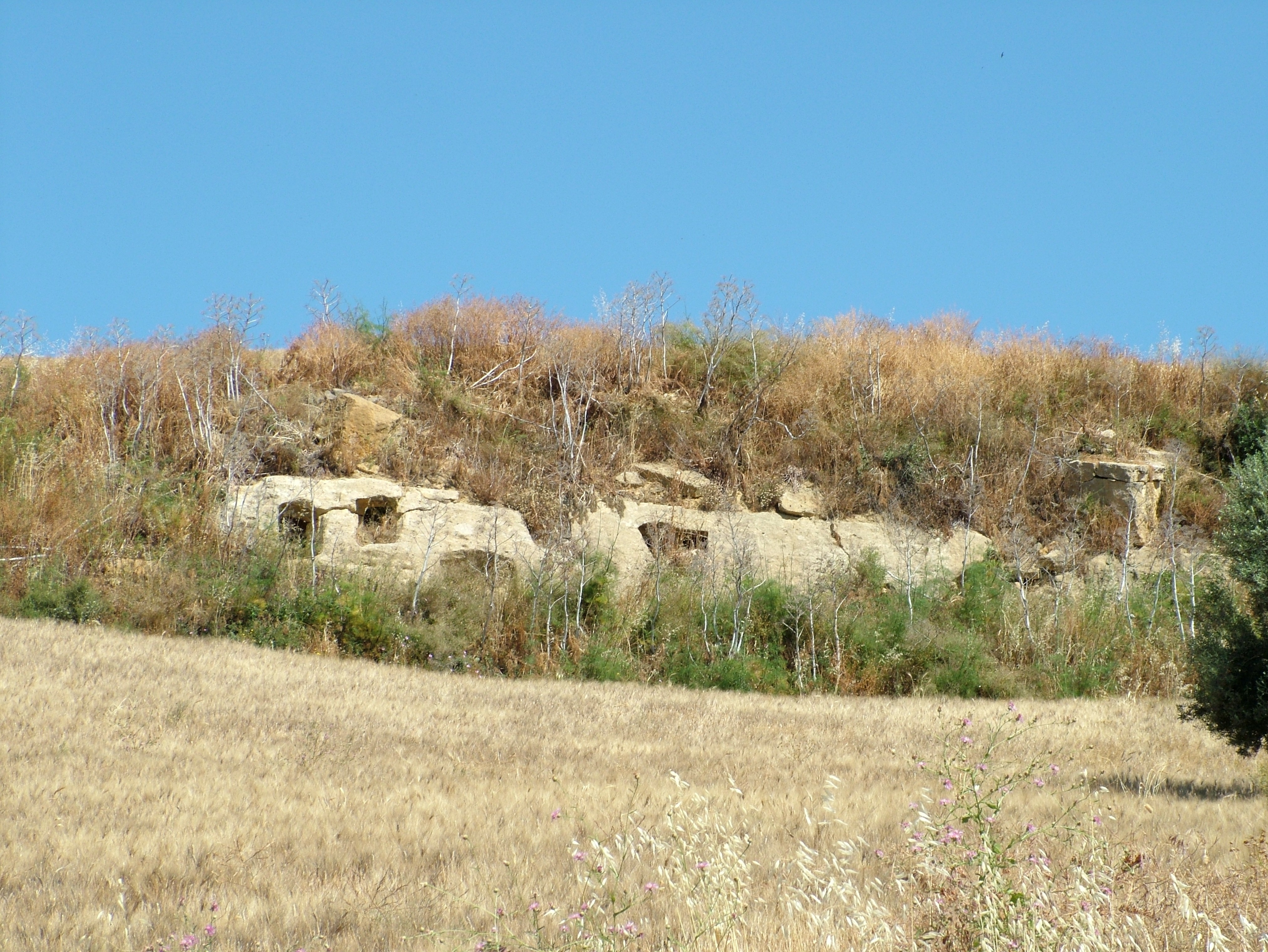
Resti di Sabucina

Il territorio nisseno reca tracce molto antiche della presenza umana, risalenti anche al IV millennio a.C., testimoniate dalle numerose aree archeologiche presenti sul territorio, che rendono quella di Caltanissetta, insieme a quello di Siracusa, il territorio col maggiore numero di siti di questa natura attrezzati e gestiti dalla Regione di tutta l'isola. Le città in cui sono presenti scavi archeologici aperti al pubblico:
- Gela: è il centro archeologico più importante dell'area e uno dei maggiori dell'intera Sicilia. Nel suo territorio si trovano tre grandi aree archeologiche (Acropoli, Capo Soprano e Terme ellenistiche, Emporio Greco) e una miriade di siti non attrezzati ma di grande interesse storico-archeologico (ad esempio Manfria, Bitalemi, Stazione vecchia, piazza Calvario, Grotticelle, Piano Notaro, etc.).
- San Cataldo: a pochi km, Vassallaggi, i resti di una città antica di età protostorica, del VII secolo a.C., ellenizzata dal VI secolo a.C. Notevole la necropoli con centinaia di tombe dal ricco corredo. I reperti sono nel Museo Archeologico Regionale di Gela.
- Milena: sul Monte Campanella, a sud-ovest dell'abitato, tombe a tholos tra XII e X secolo a.C. Sulla collina di Serra del Palco, tracce di insediamenti umani del Neolitico.
- Caltanissetta: il Sito Archeologico di Sabucina, di Palmintelli e di Gibil Gabib;
- Mazzarino: sito di Sophiana.
- Monte Bubbonia: l'antica città sicana di Maktorion.

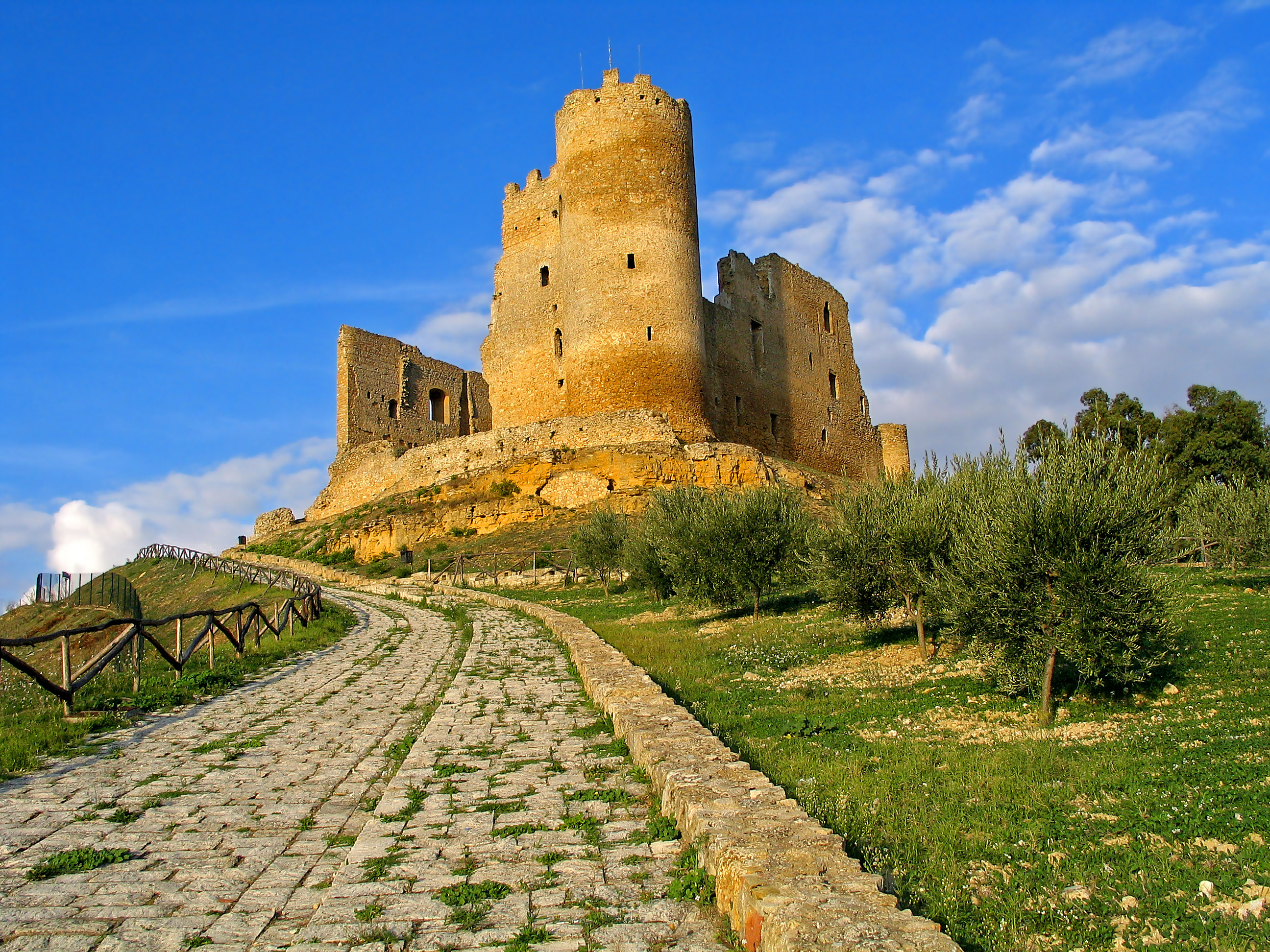
Il castello di Mazzarino

A questi si aggiungono molte altre aree di scavo, afferenti al complesso della Valle del fiume Imera meridionale, che non sono attrezzate ed aperte al pubblico o che lo sono soltanto su prenotazione, e i cui reperti sono custoditi nei musei archeologici della zona.

### Castelli

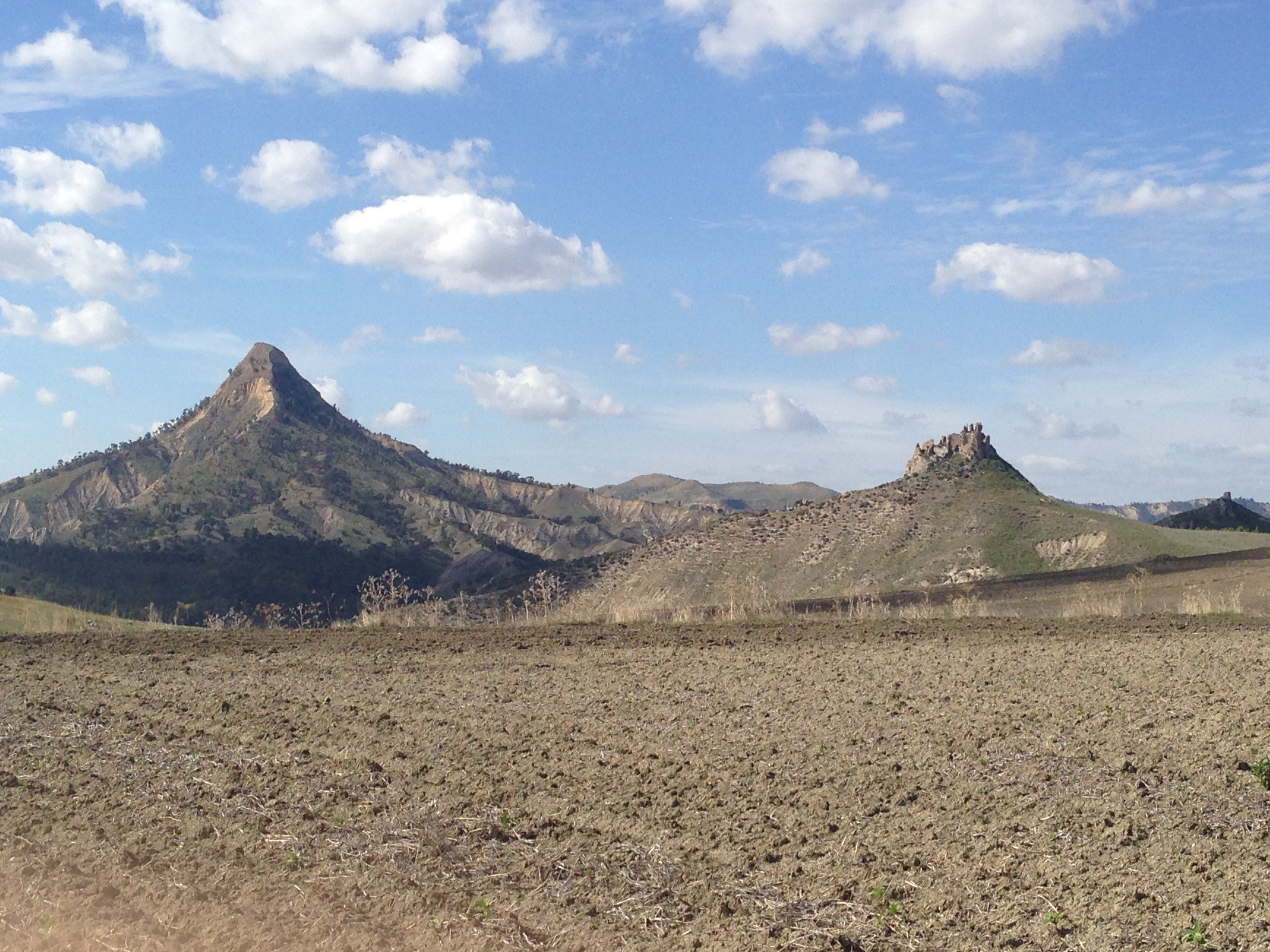
Monte Formaggio e Castello di Grassuliato

- Castello di Pietrarossa: Castello di costruzione araba situato alla periferia sudorientale di Caltanissetta, del quale sono visibili solo i pochi resti che sono rimasti dopo il terremoto del 1627 ed il successivo smantellamento della struttura per ricavarne pietra da costruzione; tra il IX ed il XII secolo giocò un ruolo importante nella storia siciliana, ospitando, tra l'altro, le riunioni dei Quattro Vicari sulla spartizione dell'isola;
- Castello di Falconara: Sulla costa di Butera. Risale al 1362; In seguito ampliato con torri e merlature fino a divenire una dimora ricca e confortevole.
- Castello di Mussomeli: fatto costruire da Manfredi III dei Chiaramonte nel 1370, vero e proprio capolavoro, inespugnabile, di architettura militare a 2 km dall'abitato odierno di Mussomeli.
- Castelluccio di Gela: di origine sveva, costruito a scopo difensivo venne gravemente danneggiato dai bombardamenti alleati nello sbarco in Sicilia del 10 luglio 1943.
- U cannuni, Castello di Mazzarino. Non si conosce la data di costruzione ma è già documentato come esistente nel 1285.[19]
- Castello di Delia. La data di costruzione è incerta, comunque anteriore al periodo aragonese.
- Castello di Grassuliato, in località Castellazzo tra Mazzarino e San Michele di Ganzaria; di origine bizantina, faceva parte del sistema di difesa della costa sud. Oggi in rovina.
- Castello di Resuttano sito sulla sponda sinistra del fiume Salso, di origine medievale.
- Castello della Muculufa di origine bizantina, posto sulla sponda sinistra del fiume Salso a circa 30 km dalla foce.
- Castello di Rasicudia, appena ad Ovest dello svincolo autostradale di Ponte Cinque Archi della A19.

## Amministrazione
Dal 2015 al 2025 l'ente provinciale è stato retto dai commissari straordinari di nomina regionale.
Un Decreto del Presidente della Regione Siciliana ha indetto le elezioni in Sicilia per il giorno di domenica 27 aprile 2025 dei "Presidenti e dei Consigli dei liberi Consorzi comunali di Agrigento, Caltanissetta, Enna, Ragusa, Siracusa e Trapani nonché dei Consigli Metropolitani di Palermo, Catania e Messina".
Il 27 aprile 2025 si sono tenute le elezioni di secondo livello per eleggere il primo Consiglio Provinciale, composto da 10 consiglieri, nell'ambito delle Elezioni del Consiglio Provinciale 2025. Il medesimo giorno si sono tenute le prime elezioni per il presidente del Libero consorzio, vinte dal sindaco di Caltanissetta, Walter Tesauro.

### Commissari straordinari di nomina regionale (2015–2025)
| Nominativo            | Mandato                      | Mandato                         | Note   |
| Nominativo            | Inizio                       | Fine                            | Note   |
| --------------------- | ---------------------------- | ------------------------------- | ------ |
| Luciana Giammanco     | 8 agosto 2015 31 agosto 2015 | 22 agosto 2015 11 novembre 2015 | [ 25 ] |
| Alessandra Di Liberto | 25 novembre 2015             | 25 febbraio 2016                | [ 26 ] |
| Rosalba Panvini       | 24 marzo 2016                | 8 gennaio 2020                  | [ 27 ] |
| Duilio Alongi         | 9 gennaio 2020               | 31 agosto 2023                  | [ 28 ] |
| Vitalba Vaccaro       | 18 settembre 2023            | 30 novembre 2023                | [ 29 ] |
| Dorotea Di Trapani    | 5 dicembre 2023              | 28 aprile 2025                  | [ 30 ] |

### Presidenti del Libero consorzio comunale (dal 2025)
| Nº | Nº | Ritratto | Nome                    | Mandato        | Mandato   | Partito      | Elezione | Note   |
| Nº | Nº | Ritratto | Nome                    | Inizio         | Fine      | Partito      | Elezione | Note   |
| -- | -- | -------- | ----------------------- | -------------- | --------- | ------------ | -------- | ------ |
| 1  |    |          | Walter Calogero Tesauro | 28 aprile 2025 | in carica | Forza Italia | 2025     | [ 31 ] |

### Comuni

Cartina del libero consorzio comunale con rappresentati i confini comunali

Appartengono al Libero Consorzio Comunale di Caltanissetta i seguenti 22 comuni:
| Stemma | Città                     | Popolazione (ab) | Superficie (km²) |
| ------ | ------------------------- | ---------------- | ---------------- |
| Stemma | Gela                      | 71 217           | 279,07 km²       |
| Stemma | Caltanissetta             | 58 532           | 421,25 km²       |
| Stemma | Niscemi                   | 24 994           | 96,82 km²        |
| Stemma | San Cataldo               | 20 998           | 72,78 km²        |
| Stemma | Mazzarino                 | 10 963           | 295,59 km²       |
| Stemma | Riesi                     | 10 521           | 67 km²           |
| Stemma | Mussomeli                 | 9 932            | 164,43 km²       |
| Stemma | Sommatino                 | 6 396            | 34,76 km²        |
| Stemma | Serradifalco              | 5 495            | 131,02 km²       |
| Stemma | Santa Caterina Villarmosa | 4 702            | 75,82 km²        |
| Stemma | Butera                    | 4 179            | 298,55 km²       |
| Stemma | Delia                     | 3 877            | 12,4 km²         |
| Stemma | Vallelunga Pratameno      | 3 128            | 39,37 km²        |
| Stemma | Milena                    | 2 700            | 24,63 km²        |
| Stemma | Campofranco               | 2 664            | 36,11 km²        |
| Stemma | Resuttano                 | 1 755            | 38,27 km²        |
| Stemma | Marianopoli               | 1 600            | 13,07 km²        |
| Stemma | Villalba                  | 1 413            | 41,82 km²        |
| Stemma | Montedoro                 | 1 390            | 14,53 km²        |
| Stemma | Sutera                    | 1 182            | 35,58 km²        |
| Stemma | Acquaviva Platani         | 876              | 14,63 km²        |
| Stemma | Bompensiere               | 495              | 19,95 km²        |

## Sport

### Eventi

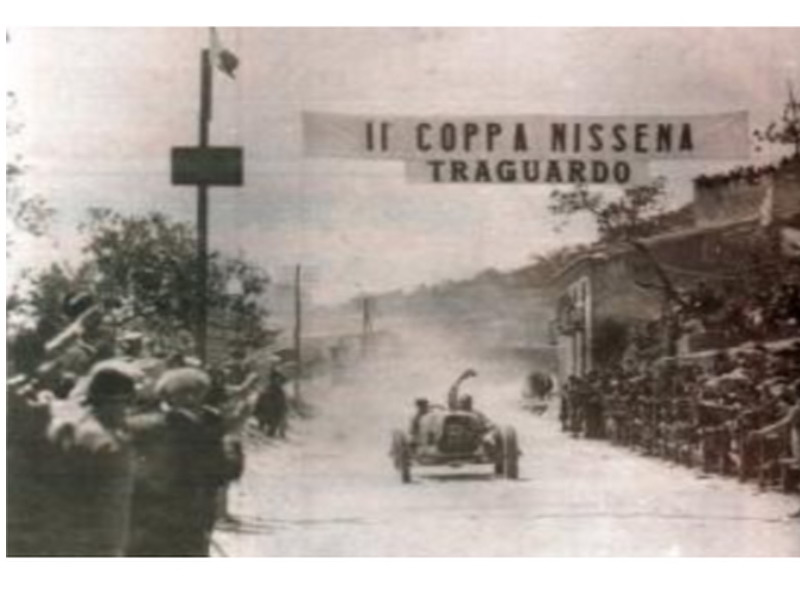
Il traguardo della Coppa nissena.

I principali eventi sportivi che si sono tenuti nel libero consorzio di Caltanissetta si sono svolti principalmente nel capoluogo. Tra tutti si ricordano i seguenti: nel 1976 Caltanissetta è stata città d'arrivo e partenza, rispettivamente, nella 2ª e 3ª tappa del Giro d'Italia; lo stadio Marco Tomaselli, invece, nel 1994 ha ospitato una gara di qualificazione per gli Europei di calcio Under-21 del 1996 della Nazionale italiana, mentre nel 2003 è stato teatro della finale della Coppa Italia di rugby a 15 tra Arix Viadana e Ghial Calvisano; mel 2008 la 2ª tappa del Giro d'Italia tra Cefalù ed Agrigento si è snodata, lungo percorsi acclivi, tra Villalba, Mussomeli e Serradifalco; nel 2012 al PalaCarelli di Caltanissetta si sono disputati gli incontri di qualificazioni del gruppo 2 dei Mondiali di calcio a 5 del 2012; infine, 
nel 2014 si è svolta al PalaCossiga di Gela la sfida clou del mondiale di boxe a squadre, tra D&G Milano Thunder e gli ucraini degli Otamans, con la vittoria del team italiano per 5-0.
Per quanto riguarda, invece, gli appuntamenti sportivi fissi di maggior rilievo, in tema di automobilismo, la Coppa nissena è uno dei trofei più antichi dell'isola: la prima edizione risale al 1922. Si tratta di una cronoscalata di circa cinque chilometri che si svolge ogni anno. Anche il rally di Caltanissetta, anche se di più recente costituzione, è una manifestazione di rilievo. Relativamente al tennis, invece, presso il Tennis Club Villa Amedeo si svolge annualmente il Torneo internazionale ATP Challenger Città di Caltanissetta, che senza dubbio è l'evento sportivo di maggior rilievo.

### Società sportive
La principale società calcistica del Nisseno è il Gela, la squadra ha raggiunto come suo massimo traguardo la Serie C1 nel 2005-06, sfidando formazioni blasonate come Napoli e Perugia, ma dopo una sofferta salvezza ha dovuto rinunciarvi per problemi economici. Il Gela era assurto agli onori delle cronache anche per una campagna contro il pizzo e la criminalità locale, condotta dal sindaco Rosario Crocetta.
Un'altra società importante è la Nissa, che ha vissuto il suo momento d'oro negli anni trenta-quaranta, e negli anni ottanta.
Nella pallavolo invece la principale società è l'Eurotec Volley Gela di Gela militante nel campionato nazione di serie B1.
Per quanto riguarda la pallacanestro, la maggiore formazione è l'Enviroil Italia Gela militante nel campionato di serie C nazionale.

### Impianti sportivi

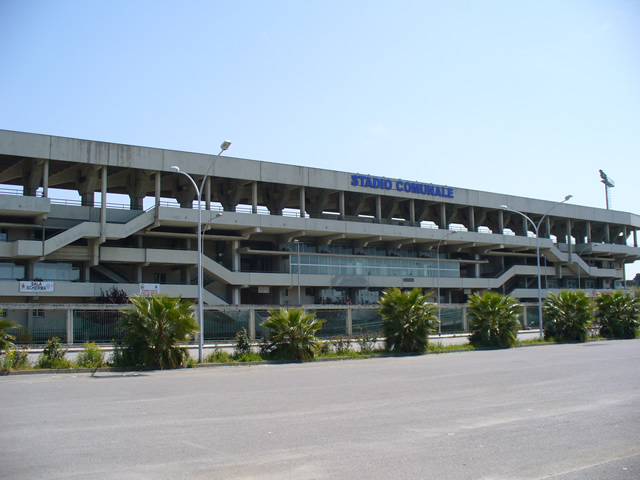
Lo stadio Marco Tomaselli.

Il più importante stadio nisseno è il Pian del Lago, dal 2007 ribattezzato Marco Tomaselli. Si tratta di un impianto sportivo polivalente inaugurato nel 1990, che può ospitare 15.000 spettatori in tribuna e che è impiegato per l'atletica leggera, il calcio e il rugby. Lo stadio principale di Gela, il Vincenzo Presti, è il secondo impianto per capienza del territorio nisseno, e può ospitare fino a 4.200 spettatori. A San Cataldo, invece, sorge lo stadio Valentino Mazzola, con circa 3000 posti a sedere- recentemente ristrutturato.
Molti sono gli impianti sportivi esistenti nel Nisseno, soprattutto nei centri maggiori: per limitarsi ai principali si possono ricordare il PalaCarelli di Caltanissetta (gestito dal Libero consorzio), da 5.000 posti, i nuovi PalaLivatino (anch'esso gestito dal Libero consorzio) e PalaCossiga di Gela (da 2500 posti a sedere il primo e 2000 il secondo), i campi da tennis del Tennis Club Amedeo di Caltanissetta, la piscina comunale di Caltanissetta, ecc.
Anche San Cataldo, Niscemi, Sommatino e Delia contano discreti impianti sportivi.

### Atleti
- Giovanni Marchese, calciatore di Delia;
- Vincenzo Presti, mezzofondista di Gela;
- Vittorina Vivenza, discobola e velocista di Villalba;
- Mirco Scarantino, pesista di Caltanissetta;
- Genny Pagliaro, pesista di Caltanissetta;
- Vincenzo Camilleri, calciatore di Gela.